# Ballance
Ballance è un videogioco rompicapo con grafica tridimensionale, sviluppato da Cyparade e pubblicato da Atari il 2 aprile 2004.
Lo scopo del gioco, simile a quello di Marble Madness, consiste nel portare a destinazione una pallina, controllata dal giocatore, attraverso un percorso sospeso nell'aria, evitando di farla cadere nel vuoto.

## Modalità di gioco
La pallina è controllata dal giocatore mediante l'uso della tastiera. Attraverso alcuni trasformatori posti lungo i livelli, il materiale della pallina può essere variato tra legno (stabile ed equilibrata), carta (leggera ma poco controllabile) e roccia (forte, ma pesante e lenta).
Ogni livello inizia con la pallina di legno, la quale è utilizzata per la maggior parte del gioco. La pallina di roccia risente molto dell'effetto dell'inerzia, permette lo spostamento di casse ed altri oggetti ma a causa del suo peso non permette il valico dei ponti. La pallina di carta, invece, è molto leggera, permette di scalare i tratti più ripidi e, spostandola sopra a delle apposite ventole, può rimanere sospesa in aria.
Il gioco è composto da dodici livelli differenti. È stato pubblicato in seguito un tredicesimo livello, scaricabile a parte da internet.